# Butt (Zeitschrift)
Butt war eine von 2001 bis 2011 vierteljährlich in den Niederlanden erscheinende internationale englischsprachige Zeitschrift, laut Selbstdarstellung auf der Website „für und über männliche Homosexuelle“. Die Zeitschrift im Format 16,5 cm × 23,5 cm wurde auf rosa Papier gedruckt und leitete die Renaissance der Fagzines in den 2000er Jahren ein.
Im Frühjahr 2022 wurde das Magazin mit Hilfe von Bottega Veneta wiederbelebt. Es erscheint seitdem halbjährlich.

## Bedeutung
Herausgeber waren Gert Jonkers und Jop van Bennekom. Zu den prominenten Mitarbeitern zählten u. a. die Fotografen Wolfgang Tillmans und Walter Pfeiffer oder der kanadische Filmemacher Bruce LaBruce. Die Zeitschrift wurde auf einfachem rosa Papier überwiegend in schwarz-weiß mit vereinzelten farbigen Fotostrecken gedruckt und enthielt auch pornografische Abbildungen und Leserbeiträge. Inhalt bildeten vor allem Interviews mit schwulen Männern, häufig Künstlern, und Fotostrecken. 
Nachdem es einige Zeit immer unregelmäßiger erschien, pausiert die Printausgabe nach Nr. 28 im Februar 2010, zunächst geplant für etwa ein Jahr, um die Website und andere Projekte weiterzuentwickeln. 2011 wurde die Veröffentlichung mit Nr. 29 endgültig eingestellt.